# Толбинский сельсовет
Толбинский сельсовет — муниципальное образование в Сергачском районе Нижегородской области. Имеет статус сельского поселения. Административный центр — село Толба.

## История
Статус и границы сельского поселения установлены Законом Нижегородской области от 15 июня 2004 года № 60-З «О наделении муниципальных образований - городов, рабочих посёлков и сельсоветов Нижегородской области статусом городского, сельского поселения».
Законом Нижегородской области от 28 августа 2009 года № 132-З сельские поселения Мокро-Майданский сельсовет и Толбинский сельсовет объединены в сельское поселение Толбинский сельсовет.

## Население
| 2002 | 2010 | 2012 | 2013 | 2014 | 2015 | 2016 |
| ---- | ---- | ---- | ---- | ---- | ---- | ---- |
| 1090 | ↘980 | ↘957 | ↘951 | ↘934 | ↘896 | ↘885 |
| 2017 | 2018 | 2019 | 2020 | 2021 |      |      |
| ↗886 | ↘857 | ↘837 | ↘817 | ↘632 |      |      |

## Состав сельского поселения
| № | Населённый пункт | Тип населённого пункта       | Население |
| - | ---------------- | ---------------------------- | --------- |
| 1 | Быковка          | деревня                      | →0        |
| 2 | Коровинка        | деревня                      | ↘2        |
| 3 | Красная Новь     | деревня                      | →0        |
| 4 | Красная Пустынь  | деревня                      | ↘48       |
| 5 | Малиновка        | деревня                      | ↘45       |
| 6 | Малое Ключево    | деревня                      | →12       |
| 7 | Мокрый Майдан    | село                         | ↘152      |
| 8 | Рогановка        | деревня                      | ↘17       |
| 9 | Толба            | село, административный центр | ↘704      |